# Lijst van rijksmonumenten in Amsterdam-Zuidoost
Dit is een lijst van rijksmonumenten in Amsterdam, stadsdeel Zuidoost. 

## Stadsdeel Zuidoost
| Object                           | Oorspronkelijke functie?  | Bouwjaar | Architect | Locatie              | Coördinaten?                 | Nr.?   | Afbeelding        |
| -------------------------------- | ------------------------- | -------- | --------- | -------------------- | ---------------------------- | ------ | ----------------- |
| Gemeenschaps- of De Gaaspermolen | Industrie- en poldermolen | 1707     |           | Lange Stammerdijk 20 | 52° 18' 39" NB, 5° 0' 13" OL | 504564 | Meer afbeeldingen |